# Цистов гроб Β (Лете)
Цистов гроб Β (на гръцки: Τάφος Β) е древномакедонско погребално съоръжение, разположено в некропола на античния град Лете, в местността Дервент (Дервени) днес в Северна Гърция.

## Описание
Гробът е открит в 1962 година. Представлява цистов гроб, изграден от порести каменни блокове в три реда изодомен градеж. Покрит е със същите каменни блокове. Стените на погребалната камера са измазани и украсени в две зони. Долната е червена, а горната е бяла с гийоше от маслинови клонки със синьо-червени листа и черни плодове. На равни разстояния на стената на гробницата има железни пирони за окачване на погребалните дарове.

## Находки
Останките от кремацията са събрани в красив бронзов волутен кратер - така наречения Дервентски кратер, украсен със сцени от цикъла на Дионис. Кратерът вероятно е бил разположен върху правоъгълен порест блок с кръгъл прорез в средата, където влизала основата на кратера. На вдлъбнатия перфориран капак на кратера е бил поставен венец с позлатени части. Заедно с покойника е погребана жена, вероятно неговата компаньонка, чийто кости са поставени в пурпурен плат. По ръба на кратера със сребърни букви има надпис с името на починалия: „ΑΣΤΙΟΥΝΕΙΟΣ ΑΝΑΞΑΓΟΡΑΙΟΙ ΕΣ ΛΑΡΙΣΑΣ“, Астиунейос, син на Анаксагор от Лариса. В кратера са открити някои от бижутата на починалия - две златни безопасни игли, златен пръстен.
Забележителна находка в гроба са остатъците от настолна игра - четири Г-образни железни планки, които са обковавали ъглите на сгъваема дървена табла, и 20 стъклени мъниста, плоски от едната страна в три цвята - прозрачни/бели, зелени и сини/черни.
В гроба има и голям набор погребални съдове - бронзови аритени, фиали, киликси, итмоси, както и сребърни - кантароси, чинии и други. По-малко са глинените и алабастровите съдове. В северозападния ъгъл са открити оръжията на погребания - копия, меч и махайра.